# Boeswarthia oberleella
Boeswarthia oberleella är en fjärilsart som beskrevs av Ulrich Roesler 1975. Boeswarthia oberleella ingår i släktet Boeswarthia och familjen mott. Inga underarter finns listade i Catalogue of Life.